# Инница (приток Сивини)
Инница — река в России, протекает в Рузаевском и Старошайговском районах Республики Мордовия. Устье реки находится в 92 км по правому берегу реки Сивинь. Длина реки составляет 15 км, площадь водосборного бассейна — 102 км². В 8 км от устья принимает слева реку Мерхляй.
Исток реки у деревни Воскресенская Саловка на юго-западной окраине Шишкеевского леса в 6 км к юго-западу от села Шишкеево. Верхнее течение реки лежат в Рузаевском районе, среднее и нижнее — в Старошайговском. Река течёт на северо-запад, протекает сёла Огарёво, Оржевка и Рязановка. Притоки — Мерхляй и Кильдим (оба — левые). Впадает в Сивинь западнее села Рязановка.

## Данные водного реестра
По данным государственного водного реестра России относится к Окскому бассейновому округу, водохозяйственный участок реки — Мокша от истока до водомерного поста города Темников, речной подбассейн реки — Мокша. Речной бассейн реки — Ока.
Код объекта в государственном водном реестре — 09010200112110000027650.